# Sophia Lucia
Sophia Maria Lucia (Poway, 7 september 2002) is een Amerikaanse danseres.

## Biografie
Lucia werd geboren op 7 september 2002 in Poway (San Diego County) als dochter van Jackie Lucia. Ze begon op tweejarige leeftijd met dansen bij het San Diego Dance Center. Toen ze twaalf was verhuisde ze naar Arizona om een balletopleiding te volgen aan de Master Ballet Academy in Scottsdale. Ze studeerde psychologie aan de Universiteit van Arizona, maar ze stopte met haar studies na het behalen van haar bachelordiploma om voltijds te kunnen dansen.
In januari 2012 werd een video van Lucia die 40 pirouettes uitvoerde geüpload naar YouTube, wat haar een maand later een optreden opleverde in The Ellen DeGeneres Show. In 2013 verbrak ze op 10-jarige leeftijd het Guinness World Record voor de meeste opeenvolgende pirouettes na het voltooien van 55 stuks, waarmee ze het vorige record van 36 overtrof. Op 13-jarige leeftijd vertolkte ze een van de vier poppen in de productie van De notenkraker van het Phoenix Ballet. 
Op televisie was ze te zien in diverse programma's zoals The X Factor, Dance Moms, Dancing with the Stars, America's Got Talent en So You Think You Can Dance. In 2016 acteerde ze in de kerstfilm A Nutcracker Christmas naast Amy Acker.
Ze wordt door verschillende bronnen beschreven als een dansfenomeen. Volgens het tijdschrift Dance Spirit was Lucia's bliksemcarrière te danken aan haar "uitstekende techniek en onvoorstelbare flexibiliteit", evenals aan haar optreden in Dance Moms in 2013.